# Scolopendridae
Los escolopéndridos (Scolopendridae) son una familia de grandes ciempiés (clase Chilopoda) conocidos vulgarmente como escolopendras. Su mordedura es muy dolorosa.

## Géneros seleccionados
- Alipes Imhoff, 1854 (= Eucorybas)
  - Alipes appendiculatus Pocock, 1896
  - Alipes calcipes Cook, 1897
  - Alipes congoensis Chamberlin, 1927
  - Alipes crotalus (Gerstaecker, 1854)
  - Alipes grandidieri Lucas, 1864
    - Alipes grandidieri grandidieri  Lucas, 1864
    - Alipes grandidieri integer  Cook, 1897

  - Alipes madegassus Saussure & Zehntner, 1902
  - Alipes multicostis Imhoff, 1854  (Type)
    - Alipes multicostis intermedius  Attems, 1911
    - Alipes multicostis medius  Demange, 1963
    - Alipes multicostis multicostis  Imhoff, 1854
    - Alipes multicostis silvestris  Demange, 1963
- Alluropus Silvestri, 1911
- Akimnopellis Shelley, 2008
  - Alluropus demangei Silvestri, 1912 (Type)
- Arthrorhabdus Pocock, 1891 (= Arthrorhabdinus Verhoeff, 1907)
  - Arthrorhabdus formosus Pocock, 1891  (Type)
  - Arthrorhabdus jonesii Verhoeff, 1938
  - Arthrorhabdus mjobergi Kraepelin, 1916
  - Arthrorhabdus paucispinus Koch, 1984
  - Arthrorhabdus pygmaeus (Pocock, 1895)
  - Arthrorhabdus somalus Manfredi, 1933 -->
- Asanada Meinert, 1885 (= Pseudocryptops Pocock, 1891)
  - Asanada agharkari (Gravely, 1912)
    - Asanada agharkari agharkari  (Gravely, 1912)
    - Asanada agharkari singhbhumensis  (Gravely, 1912)

  - Asanada akashii Takakuwa, 1938
  - Asanada brevicornis  Meinert, 1886 (Type)
  - Asanada indica  Jangi & Dass, 1984
  - Asanada lindbergi  Loksa, 1971
  - Asanada maligii  Jangi & Dass, 1984
  - Asanada philippina  Chamberlin R., 1921
  - Asanada sinaitica  Chamberlin, 1921
  - Asanada socotrana  Pocock, 1899
  - Asanada sukhensis  Jangi & Dass, 1984
  - Asanada sütteri  Würmli, M., 1972
  - Asanada tchadensis  Dobroruka, 1968
  - Asanada walkeri  (Pocock, 1891)
- Campylostigmus Ribaut, 1923
  - Campylostigmus biseriatus  Ribaut, 1923
  - Campylostigmus consobrinus  Ribaut, 1923
  - Campylostigmus crassipes  Ribaut, 1923 (Type)
  - Campylostigmus decipiens  Ribaut, 1923
  - Campylostigmus orientalis  Ribaut, 1923
  - Campylostigmus plessisi  Demange, 1963
- Colobopleurus Kraepelin, 1903
  - Colobopleurus devylderi  Porat, 1893 (Type)
- Cormocephalus Newport, 1845
- Digitipes Attems, 1930
  - Digitipes barnabasi  Jangi & Dass, 1984
  - Digitipes chhotanii  Jangi & Dass, 1984
  - Digitipes coonoorensis  Jangi & Dass, 1984
  - Digitipes gravelyi  Jangi & Dass, 1984
  - Digitipes indicus  Jangi & Dass, 1984
  - Digitipes krausi  Dobroruka, 1968
  - Digitipes pruthii  Jangi & Dass, 1984
  - Digitipes reichardti  (Kraepelin, 1903)
  - Digitipes verdascens  Attems, 1930 (Type)
- Edentistoma Tömösváry, 1882 (= Anodontastoma, Arrhabdotus)
  - Edentistoma octosulcatum Tömösváry, 1882 (Type)
- Ethmostigmus Pocock, 1898 (= Dacetum, Heterostoma)
  - Ethmostigmus albidus  (Tömösváry, 1885)
  - Ethmostigmus californicus  Chamberlin, 1958
  - Ethmostigmus coonooranus  Chamberlin, 1920
  - Ethmostigmus curtipes Koch, 1983
  - Ethmostigmus granulosus  Pocock, 1898
  - Ethmostigmus muiri Koch, 1983
  - Ethmostigmus nudior Koch, 1983
  - Ethmostigmus pachysoma Koch, 1983
  - Ethmostigmus parkeri Koch, 1983
  - Ethmostigmus pygomegas  (Kohlrausch, 1878)
  - Ethmostigmus relictus  Chamberlin, 1944
  - Ethmostigmus rubripes – ciempiés gigante
  - Ethmostigmus rugosus  Haase, 1887
  - Ethmostigmus trigonopodus  (Leach, 1817) (Type)
    - Ethmostigmus trigonopodus pygomenasoides  Lewis, 1992
    - Ethmostigmus trigonopodus trigonopodus  (Leach, 1817)

  - Ethmostigmus tristis  (Meinert, 1886)
  - Ethmostigmus venenosus  (Attems, 1897)
  - Ethmostigmus waiainus  Chamberlin, 1920
- Hemiscolopendra Kraepelin, 1903
  - Hemiscolopendra chilensis  (Gervais, 1847)
  - Hemiscolopendra laevigata  (Porat, 1876)
  - Hemiscolopendra marginata  (Say, 1821) (Type)
  - Hemiscolopendra michaelseni  (Attems, 1903)
  - Hemiscolopendra perdita  Chamberlin, 1955
  - Hemiscolopendra platei  (Attems, 1903)
- Notiasemus Koch, 1985
  - Notiasemus glauerti  Koch, 1985 (Type)
- Otostigmus Porat, 1876 (= Branchiotrema)
  - Otostigmus philippinus Chamberlin, 1921
  - Otostigmus sulcipes Verhoeff, 1937
  - Otostigmus sutteri Würmli, 1972
  - Otostigmus trisulcatus Verhoeff, 1937
  - Otostigmus (Otostigmus) Porat, 1876
    - Otostigmus (Otostigmus) aculeatus  Haase, 1887
    - Otostigmus (Otostigmus) amballae  Chamberlin, 1913
    - Otostigmus (Otostigmus) angusticeps  Pocock, 1898
      - Otostigmus (Otostigmus) angusticeps angusticeps Pocock, 1898
      - Otostigmus (Otostigmus) angusticeps schindleri Würmli, 1972

    - Otostigmus (Otostigmus) armatus  Attems, 1953
    - Otostigmus (Otostigmus) asper  Haase, 1887
    - Otostigmus (Otostigmus) astenus  (Kohlrausch, 1878)
    - Otostigmus (Otostigmus) ateles  Chamberlin, 1920
    - Otostigmus (Otostigmus) australianus  Attems, 1930
    - Otostigmus (Otostigmus) beroni  Lewis, 2001
    - Otostigmus (Otostigmus) brevidentatus  Verhoeff, 1937
    - Otostigmus (Otostigmus) burnmurdochi  Gravely, 1912
    - Otostigmus (Otostigmus) celebensis  Attems, 1934
    - Otostigmus (Otostigmus) ceylonicus  Haase, 1887
    - Otostigmus (Otostigmus) chiltoni  Archey, 1921
    - Otostigmus (Otostigmus) cuneiventris  Porat, 1893
    - Otostigmus (Otostigmus) dammermani  Chamberlin, 1944
    - Otostigmus (Otostigmus) fossuliger  Verhoeff, 1937
    - Otostigmus (Otostigmus) foveolatus  Verhoeff, 1937
    - Otostigmus (Otostigmus) geophilinus  Haase, 1887
    - Otostigmus (Otostigmus) greggi  Chamberlin, 1944
    - Otostigmus (Otostigmus) kashmiranus  Lewis, 1992
    - Otostigmus (Otostigmus) lawrencei  Dobroruka, 1968
    - Otostigmus (Otostigmus) longicornis  (Tömösváry, 1885)
    - Otostigmus (Otostigmus) loriae  Silvestri, 1894
      - Otostigmus (Otostigmus) loriae loriae Silvestri, 1894
      - Otostigmus (Otostigmus) loriae nordicus Schileyko, 1995

    - Otostigmus (Otostigmus) martensi  Lewis, 1992
    - Otostigmus (Otostigmus) metallicus  Haase, 1887
    - Otostigmus (Otostigmus) mians  Chamberlin, 1930
    - Otostigmus (Otostigmus) moluccanus  Chamberlin, 1914
    - Otostigmus (Otostigmus) multidens  Haase, 1887
      - Otostigmus (Otostigmus) multidens carens  Attems, 1938
      - Otostigmus (Otostigmus) multidens multidens  Haase, 1887

    - Otostigmus (Otostigmus) multispinosus  Takakuwa, 1937
    - Otostigmus (Otostigmus) nemorensis  Silvestri, 1895
    - Otostigmus (Otostigmus) niasensis  Silvestri, 1895
    - Otostigmus (Otostigmus) noduliger  Verhoeff, 1937
    - Otostigmus (Otostigmus) nudus  Pocock, 1890
    - Otostigmus (Otostigmus) oatesi  Kraepelin, 1903
    - Otostigmus (Otostigmus) olivaceus  Attems, 1934
    - Otostigmus (Otostigmus) orientalis  Porat, 1876
    - Otostigmus (Otostigmus) oweni  Pocock, 1892
    - Otostigmus (Otostigmus) pahangiensis  Verhoeff, 1937
    - Otostigmus (Otostigmus) pamuanus  Chamberlin, 1920
    - Otostigmus (Otostigmus) politus  Karsch, 1881
      - Otostigmus (Otostigmus )politus dentatus  Wang, 1951
      - Otostigmus (Otostigmus) politus politus  Karsch, 1881
      - Otostigmus (Otostigmus) politus quadrispinatus  Khanna, 2001
      - Otostigmus (Otostigmus) politus yunnanensis  Lewis, 2003

    - Otostigmus (Otostigmus) poonamae  Khanna & Tripathi, 1986
    - Otostigmus (Otostigmus) proponens  Chamberlin, 1920
    - Otostigmus (Otostigmus) punctiventer  (Tömösváry, 1885)
    - Otostigmus (Otostigmus) reservatus  Schileyko, 1995
    - Otostigmus (Otostigmus) rugulosus  Porat, 1876
      - Otostigmus (Otostigmus) rugulosus mertoni  Ribaut, 1912
      - Otostigmus (Otostigmus) rugulosus rugulosus  Porat, 1876
      - Otostigmus (Otostigmus) rugulosus striaturatus  Verhoeff, 1937

    - Otostigmus (Otostigmus) scaber  Porat, 1876 (Type)
    - Otostigmus (Otostigmus) sinicolens  Chamberlin, 1930
    - Otostigmus (Otostigmus) spinicaudus  (Newport, 1844)
      - Otostigmus (Otostigmus) spinicaudus ghiblanus  Manfredi, 1935
      - Otostigmus (Otostigmus) spinicaudus latispinus  Manfredi, 1939
      - Otostigmus (Otostigmus) spinicaudus spinicaudus  (Newport, 1844)

    - Otostigmus (Otostigmus) spinosus  Porat, 1876
    - Otostigmus (Otostigmus) striatus  Takakuwa, 1940
      - Otostigmus (Otostigmus) striatus porteri  Dobroruka, 1960
      - Otostigmus (Otostigmus) striatus striatus  Takakuwa, 1940

    - Otostigmus (Otostigmus) striolatus  Verhoeff, 1937
    - Otostigmus (Otostigmus) sucki  Kraepelin, 1903
    - Otostigmus (Otostigmus) sumatranus  Haase, 1887
      - Otostigmus (Otostigmus) sumatranus kraepelini  Attems, 1928
      - Otostigmus (Otostigmus) sumatranus sumatranus  Haase, 1887

    - Otostigmus (Otostigmus) taeniatus  Pocock, 1896
    - Otostigmus (Otostigmus) tanganjikus  Verhoeff, 1941
    - Otostigmus (Otostigmus) telus  Chamberlin, 1939
    - Otostigmus (Otostigmus) tuberculatus  (Kohlrausch, 1878)
      - Otostigmus (Otostigmus) tuberculatus pauperatus  Attems, 1915
      - Otostigmus (Otostigmus) tuberculatus tuberculatus  (Kohlrausch, 1878)

    - Otostigmus (Otostigmus) voprosus  Schileyko, 1992
    - Otostigmus (Otostigmus) ziesel  Schileyko, 1992

  - Otostigmus (Parotostigmus)  Pocock, 1896
    - Otostigmus (Parotostigmus) amazonae  Chamberlin, 1914
    - Otostigmus (Parotostigmus) brunneus  Chamberlin, 1921
    - Otostigmus (Parotostigmus) bürgeri  Attems, 1903
      - Otostigmus (Parotostigmus) bürgeri bürgeri  Attems, 1903
      - Otostigmus (Parotostigmus) bürgeri monsonus  Chamberlin, 1957

    - Otostigmus (Parotostigmus) calcanus  Chamberlin, 1944
    - Otostigmus (Parotostigmus) caraibicus  Kraepelin, 1903
    - Otostigmus (Parotostigmus) carbonelli  Bücherl, 1959
    - Otostigmus (Parotostigmus) casus  Chamberlin, 1914
    - Otostigmus (Parotostigmus) caudatus  Brölemann, 1902
      - Otostigmus (Parotostigmus) caudatus caudatus   Brölemann, 1902
      - Otostigmus (Parotostigmus) caudatus hogei   Bücherl, 1974

    - Otostigmus (Parotostigmus) cavalcanti  Bücherl, 1939
      - Otostigmus (Parotostigmus) cavalcanti cavalcanti Bücherl, 1939
      - Otostigmus (Parotostigmus) cavalcanti iberaensis Coscarón, 1955

    - Otostigmus (Parotostigmus) clavifer  Chamberlin, 1921
    - Otostigmus (Parotostigmus) cooperi  Chamberlin, 1942
    - Otostigmus (Parotostigmus) demelloi  Verhoeff, 1937
    - Otostigmus (Parotostigmus) denticulatus  Pocock, 1896
    - Otostigmus (Parotostigmus) dentifusus  Bücherl, 1946
    - Otostigmus (Parotostigmus) diminutus  Bücherl, 1946
    - Otostigmus (Parotostigmus) diringshofeni  Bücherl, 1969
    - Otostigmus (Parotostigmus) dolosus  Attems, 1928
      - Otostigmus (Parotostigmus) dolosus argentinensis  Coscarón, 1955
      - Otostigmus (Parotostigmus) dolosus dolosus  Attems, 1928

    - Otostigmus (Parotostigmus) ethonyx  Chamberlin, 1955
    - Otostigmus (Parotostigmus) expectus  Bücherl, 1959
    - Otostigmus (Parotostigmus) fossulatus  Attems, 1928
    - Otostigmus (Parotostigmus) füllerborni  Kraepelin, 1903
    - Otostigmus (Parotostigmus) gemmifer  Attems, 1928
    - Otostigmus (Parotostigmus) goeldii  Brölemann, 1898
    - Otostigmus (Parotostigmus) gymnopus  Silvestri, 1898
      - Otostigmus (Parotostigmus) gymnopus aethiopicus Ribaut, 1907
      - Otostigmus (Parotostigmus) gymnopus gymnopus Silvestri, 1898

    - Otostigmus (Parotostigmus) inermipes  Porat, 1893
    - Otostigmus (Parotostigmus) inermis  Porat, 1876
    - Otostigmus (Parotostigmus) insignis  Kraepelin, 1903
    - Otostigmus (Parotostigmus) kivuensis  (Dobroruka, 1968)
    - Otostigmus (Parotostigmus) kretzii  Bücherl, 1939
    - Otostigmus (Parotostigmus) langei  Bücherl, 1946
    - Otostigmus (Parotostigmus) latipes  Bücherl, 1954
    - Otostigmus (Parotostigmus) lavanus  Chamberlin, 1957
    - Otostigmus (Parotostigmus) leior  Chamberlin, 1955
    - Otostigmus (Parotostigmus) limbatus  Meinert, 1886
    - Otostigmus (Parotostigmus) longipes  Bücherl, 1939
    - Otostigmus (Parotostigmus) longistigma  Bücherl, 1939
    - Otostigmus (Parotostigmus) mesethus  Chamberlin, 1957
    - Otostigmus (Parotostigmus) muticus  Karsch, 1888
    - Otostigmus (Parotostigmus) occidentalis  Meinert, 1886
    - Otostigmus (Parotostigmus) parvior  Chamberlin, 1957
    - Otostigmus (Parotostigmus) perdicensis  Bücherl, 1943
    - Otostigmus (Parotostigmus) pococki  Kraepelin, 1903
    - Otostigmus (Parotostigmus) pradoi  Bücherl, 1939
    - Otostigmus (Parotostigmus) rex  Chamberlin, 1914
    - Otostigmus (Parotostigmus) saltensis  Coscarón, 1959
    - Otostigmus (Parotostigmus) samacus  Chamberlin, 1944
    - Otostigmus (Parotostigmus) scabricauda  (Humbert & Saussure, 1870)
    - Otostigmus (Parotostigmus) schoutedeni  (Dobroruka, 1968)
    - Otostigmus (Parotostigmus) silvestrii  Kraepelin, 1903
      - Otostigmus (Parotostigmus) silvestrii intermedius  Kraepelin, 1903
      - Otostigmus (Parotostigmus) silvestrii silvestrii  Kraepelin, 1903

    - Otostigmus (Parotostigmus) spiculifer  Pocock, 1893
    - Otostigmus (Parotostigmus) sternosulcatus  Bücherl, 1946
    - Otostigmus (Parotostigmus) suitus  Chamberlin, 1914
    - Otostigmus (Parotostigmus) sulcatus  Meinert, 1886
    - Otostigmus (Parotostigmus) therezopolis  Chamberlin, 1944
    - Otostigmus (Parotostigmus) tibialis  Brölemann, 1902
    - Otostigmus (Parotostigmus) tidius  Chamberlin, 1914
    - Otostigmus (Parotostigmus) troglodytes  Ribaut, 1914
      - Otostigmus (Parotostigmus) troglodytes intercessor  Attems, 1930
      - Otostigmus (Parotostigmus) troglodytes troglodytes  Ribaut, 1914

    - Otostigmus (Parotostigmus) volcanus  Chamberlin, 1955  -->
- Psiloscolopendra Kraepelin, 1903
  - Psiloscolopendra feae Pocock, 1891 (Type) -->
- Rhoda Meinert, 1886 (= Pithopus)
  - Rhoda calcarata  (Pocock, 1891)
    - Rhoda calcarata calcarata  (Pocock, 1891)
    - Rhoda calcarata carvalhoi  Bücherl, 1941

  - Rhoda isolata  Chamberlin, 1958
  - Rhoda spinifer  (Kraepelin, 1903)
  - Rhoda thayeri  Meinert, 1886 (Type)
- Rhysida Wood, 1862 (= Branchiostoma, Ethmophorus, Ptychotrema, Trematoptychus)
  - Rhysida afra  (Peters, 1855)
  - Rhysida anodonta  Lawrence, 1968
  - Rhysida brasiliensis  Kraepelin, 1903
  - Rhysida calcarata  Pocock, 1891
  - Rhysida carinulata  (Haase, 1887)
  - Rhysida caripensis  González-Sponga, 2002
  - Rhysida celeris  (Humbert & Saussure, 1870)
    - Rhysida celeris andina  Bücherl, 1953
    - Rhysida celeris celeris  (Humbert & Saussure, 1870)

  - Rhysida ceylonica  Gravely, 1912
  - Rhysida chacona  Verhoeff, 1944
  - Rhysida corbetti  Khanna, 1994
  - Rhysida crassispina  Kraepelin, 1903
  - Rhysida guayanica  González-Sponga, 2002
  - Rhysida immarginata  (Porat, 1876)
    - Rhysida immarginata immarginata  (Porat, 1876)
    - Rhysida immarginata somala  Manfredi, 1933
    - Rhysida immarginata subnuda  Jangi, 1955
    - Rhysida immarginata togoensis  Kraepelin, 1903

  - Rhysida intermedia  Attems, 1910
  - Rhysida jonesi  Lewis, 2002
  - Rhysida leviventer  Attems, 1953
  - Rhysida lithobioides  (Newport, 1845) (Type)
    - Rhysida lithobioides kumaonensis  Khanna, 1994
    - Rhysida lithobioides lithobioides  (Newport, 1845)
    - Rhysida lithobioides paucidens  Pocock, 1897
    - Rhysida lithobioides shivalikensis  Khanna, 1994
    - Rhysida lithobioides trispinosus  Jangi & Dass, 1984

  - Rhysida longicarinulata  Khanna & Tripathi, 1986
  - Rhysida longicornis  Pocock, 1891
  - Rhysida longipes  (Newport, 1845)
    - Rhysida longipes afghanistana  Loksa, 1971
    - Rhysida longipes malayica  Verhoeff, 1937
    - Rhysida longipes simplicior  Chamberlin, 1920

  - Rhysida manchurica  Miyoshi, 1939
  - Rhysida marginata  Attems, 1953
  - Rhysida maritima  González-Sponga, 2002
  - Rhysida monalii  Khanna & Kumar, 1984
  - Rhysida monaquensis  González-Sponga, 2002
  - Rhysida monticola  (Pocock, 1891)
  - Rhysida neocrassispina  Jangi & Dass, 1984
  - Rhysida neoesparanta  González-Sponga, 2002
  - Rhysida nuda  Newport, 1845
  - Rhysida polyacantha Koch, 1985
  - Rhysida porlamarensis  González-Sponga, 2002
  - Rhysida riograndensis  Bücherl, 1939
  - Rhysida rubra  Bücherl, 1939
  - Rhysida singaporiensis  Verhoeff, 1937
  - Rhysida stuhlmanni  Kraepelin, 1903
    - Rhysida stuhlmanni himalayanus  Khanna, 1994
    - Rhysida stuhlmanni stuhlmanni  Kraepelin, 1903

  - Rhysida sucupaensis  González-Sponga, 2002
  - Rhysida suvana  Chamberlin, 1920
  - Rhysida ventrisulcus  Attems, 1930
  - Rhysida yanagiharai  Takakuwa, 1935
- Scolopendra Linnaeus, 1758
- Scolopendropsis Brandt, 1841
  - Scolopendropsis bahiensis (Brandt, 1841)
  - Scolopendropsis duplicata Chagas-Junior, Edgecombe & Minelli, 2008 [Zootaxa1888:36.]